# James Scott (hrabia)
James Scott KT (ur. 23 maja 1674, zm. 14 marca 1705 w Londynie), drugi syn (najstarszy, który przeżył dzieciństwo), Jamesa Scotta, 1. księcia Monmouth, i Anne Scott, 1. księżnej Buccleuch, córki 2. hrabiego Buccleuch. Przez całe życie nosił tytuł hrabiego Dalkeith, przysługujący następcy księcia Buccleuch (tego ostatniego tytułu nigdy nie objął, gdyż zmarł przed śmiercią matki).
Walczył w kampanii we Flandrii w 1692 7 lutego 1704 został kawalerem Orderu Ostu.
2 stycznia 1693 James poślubił lady Henriettę Hyde (zm. 30 maja 1730), córkę Laurence'a Hyde'a, 1. hrabiego Rochester, i lady Henrietty Boyle, córki 1. hrabiego Burlington. James i Henrietta mieli razem czterech synów i dwie córki:
- Francis Scott (11 stycznia 1695 – 22 kwietnia 1751), 2. książę Buccleuch
- Anne Scott (1 kwietnia 1696 – 11 października 1714)
- Charlotte Scott (30 kwietnia 1697 – 22 sierpnia 1747)
- Charles Scott (ok. 1699 – 4 kwietnia 1700)
- James Scott (14 stycznia 1702 – 26 lutego 1719)
- Henry Scott (26 listopada 1704 – zmarł młodo)

James Scott zmarł w Londynie i został pochowany w opactwie westminsterskim.